# CAPTAS
CAPTAS（Combined Active and Passive Towed Array Sonar）は、フランス・タレス（旧 トムソンCSF）社の可変深度ソナー/戦術曳航ソナー・システム。また、CAPTASの元となったATAS（Active Towed Array Sonar）についても本項で取り扱う。

## 概要
ATAS/CAPTASシステムの基本的なコンセプトは、アクティブ・ソナー発信とパッシブ・ソナー聴音の機能を有する索状のソナー・アレイを曳航するというものである。艦体装備のソナーよりもアレイを長くでき、より低周波を使えることから、タレス・アンダーウォーター・システムズ社は、これらのシステムをLFA-VDS（Low Frequency Active - Variable Depth Sonar）システムと称している。
タレス・アンダーウォーター・システムズ社のLFA-VDSシステムは、対潜艦向けの重量級システムと、汎用艦向けの軽量級システムの2系統として開発が進められている。このうち、軽量級として開発されたのがATASであり、その発展型がCAPTASである。また、CAPTASをもとにしてさらに軽量化し、沿海域戦闘に最適化したCAPTAS-Nanoも開発された。これに対する重量級としては、トゥールヴィル級駆逐艦向けにSLASM（Système de Lutte Anti-Sous Marine）が開発された。現在、さらにこれを発展させたFREMM計画艦向けの機種が開発中である。

## ATAS
ATASの開発の基礎となった、柔軟な音波発信器についての研究はイギリス海軍によって行なわれたもので、1983年よりこれを利用した開発が可能となった。当初、マルコーニ社が興味を示したものの断念し、結局、ブリティッシュ・エアロスペース（BAe）社によって獲得された。SLASMとATASの計画は、この技術を応用したものとして開始されたものである。この技術を使えば、アクティブ・ソナー発信器を長い索状として曳航できるようになり、より低い周波数を使えるようになることから、アメリカ海軍は、自国の音響測定艦に装備することを考慮し、この技術に非常な興味を持っていた。このため、アメリカ海軍はATASの試作機を用いて、様々な環境で評価試験を行なった。
1990年7月、水中兵器開発の老舗であるトムソン・シントラ社（後のThomson Marconi Sonar社、現在はタレス・グループ）は、アクティブ・モードの曳航ソナーの開発について、BAe社と提携することを発表した。その目標は、艦体装備ソナーとパッシブ・アレイ・ソナー、そしてATASシステムとを統合した統合ソナー・システムの構築であった。これに伴い、ATASシステムは、トムソン社の輸出用ソナーであったスフェリオン・ソナーの機器との互換性を獲得した。1992年、ATAS計画は、BAe社から、共同企業体であるBAeSEMA社に移管された。同年、ATASシステムは、台湾に対して初の成約を獲得した。
ATAS(V)1
もっとも初期のモデルで、量産はされなかった。聴音部はもたず、30mのアレイに10mのアクティブ・ソナー発信器を有する。
ATAS(V)2
ATAS(V)1をもとに、120mの聴音アレイとトムソン・マルコーニ社製ランポワ処理装置を追加した量産型である。
ATAS(V)3
対潜情報処理装置を強化することで、艦体装備のスフェリオン・ソナーと連携した目標捜索・追尾を可能としたものである。

### 採用国と搭載艦
中華民国海軍
- 成功級フリゲート
- 康定級フリゲート

 オマーン海軍
- アル・ブシャラ級哨戒艦（Al Bushra class OPV）
- カヒル級コルベット（将来装備）

 パキスタン海軍
- タリク級駆逐艦
- アゴスタ級潜水艦

## CAPTAS / CAPTAS NANO
CAPTASは、ATASをもとに可変深度ソナーとしての性格を付与したものである。すなわち、アメリカの初期のTACTASSであるSQR-18A(V)1と同様に、艦から可変深度ソナー（VDS）と同様の曳航体（Towed Body：TB）を曳航し、ここからソナー・アレイを展張することにより、ソナー・アレイを変温層の下に展開できるようにしている。また、曳航体にもソナー発信器が搭載されることで、その探知能力はさらに増強される。
CAPTASシステムは、艦に装備される対潜情報処理装置とソナー曳航装置、曳航体と、索状のソナー・アレイ、これらを結ぶケーブルによって構成される。艦のソナー曳航装置は15,000kgの重量で、曳航体としては、UMS 4229およびUMS 4249があり、いずれも全長2m、全高1m、全幅1.2mで重量1,250kg、UMS 4229は2つ、UMS 4249は4つの全周向け垂直ソナー・アレイを有しており、艦からは264メートルのケーブルによって曳航されている。これらの曳航装置は、魚雷回避などの緊急時には30ノットでの曳航にも耐えうるとされており、また、20分未満で展開と撤収が可能である。ここから、500メートルのケーブルによって、全長90m、直径85mmのソナー・アレイが展開される。使用周波数は、アクティブ・ソナーとしては0.95-2.1kHz、パッシブ・ソナーとしては0.1未満-2kHzである。
また、CAPTASシステムをもとにCAPTAS NANOも開発された。これは、システム全体を小型軽量化するとともに対潜情報処理装置をカスタマイズすることで、近年重視されるようになった沿海域での対潜戦闘に最適化されている。曳航装置は5,000kg未満にまで軽量化されており、使用できる甲板面積に応じて3種が開発されているが、最小では12平方メートル未満で設置できる。使用周波数は、アクティブ・パッシブともに0.9-2kHz、探知距離は4-80kmとされている。曳航深度は10-240m、速度は6-15ノットとされているが、やはり緊急時には30ノットでの曳航にも耐えうるものとされている。
なお、CAPTASシリーズの技術を応用し、重量級システムとして開発されたのが、イギリス海軍の23型フリゲートに装備されはじめている2087型曳航ソナーであり、それを発展させてFREMM計画艦向けの機種が開発中である。

### 採用国と搭載艦
ノルウェー海軍
- フリチョフ・ナンセン級フリゲート

 サウジアラビア海軍
- アル・リヤド級フリゲート